# Rue Pétrarque
La rue Pétrarque est une voie du 16e arrondissement de Paris, en France.

## Situation et accès
La rue Pétrarque est une voie publique située dans le 16e arrondissement de Paris. Elle débute au 10, avenue Paul-Doumer et se termine au 28, rue Scheffer. Elle fait 160 mètres de long, pour une largeur de 15 mètres. Elle a une forme originale en forme d'une moitié de « U ».
Elle a donné son nom au square Pétrarque, situé à proximité.
Le quartier est desservi par les lignes 6 et 9 à la station  Trocadéro.

## Origine du nom

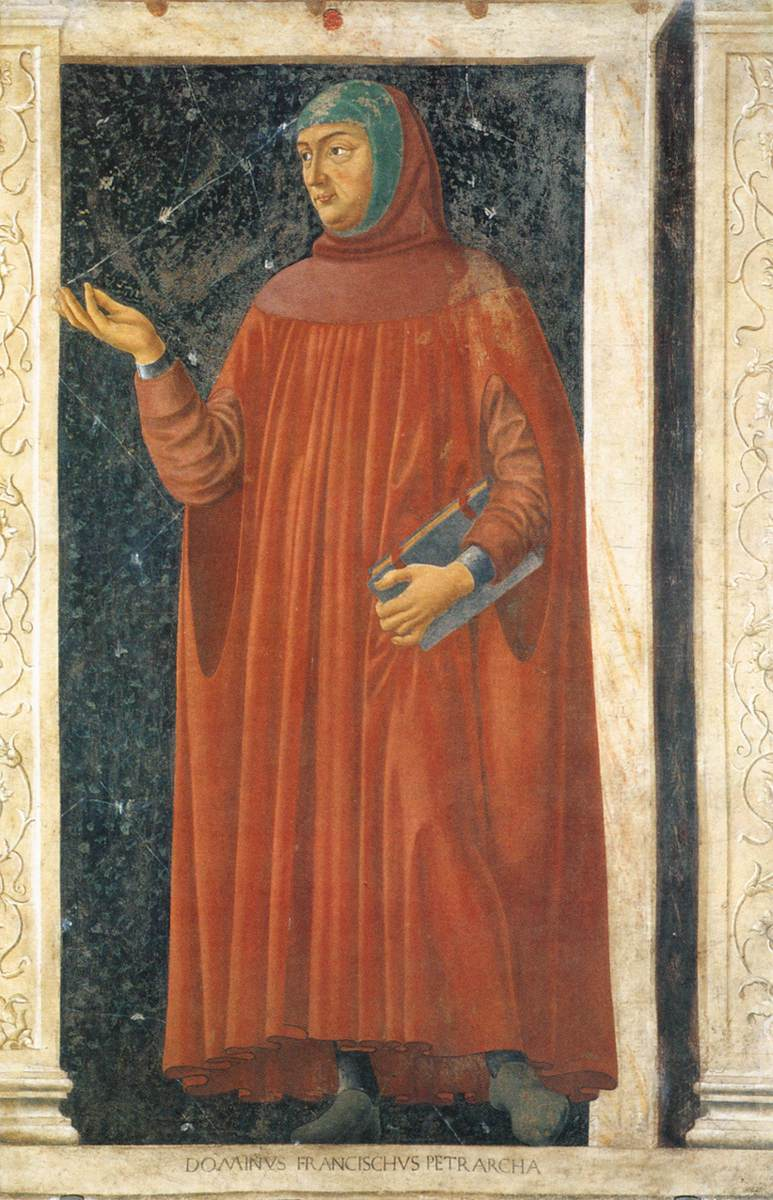
Le poète italien Pétrarque (1304-1374).

Elle porte le nom du poète italien Pétrarque (1304-1374).

## Historique

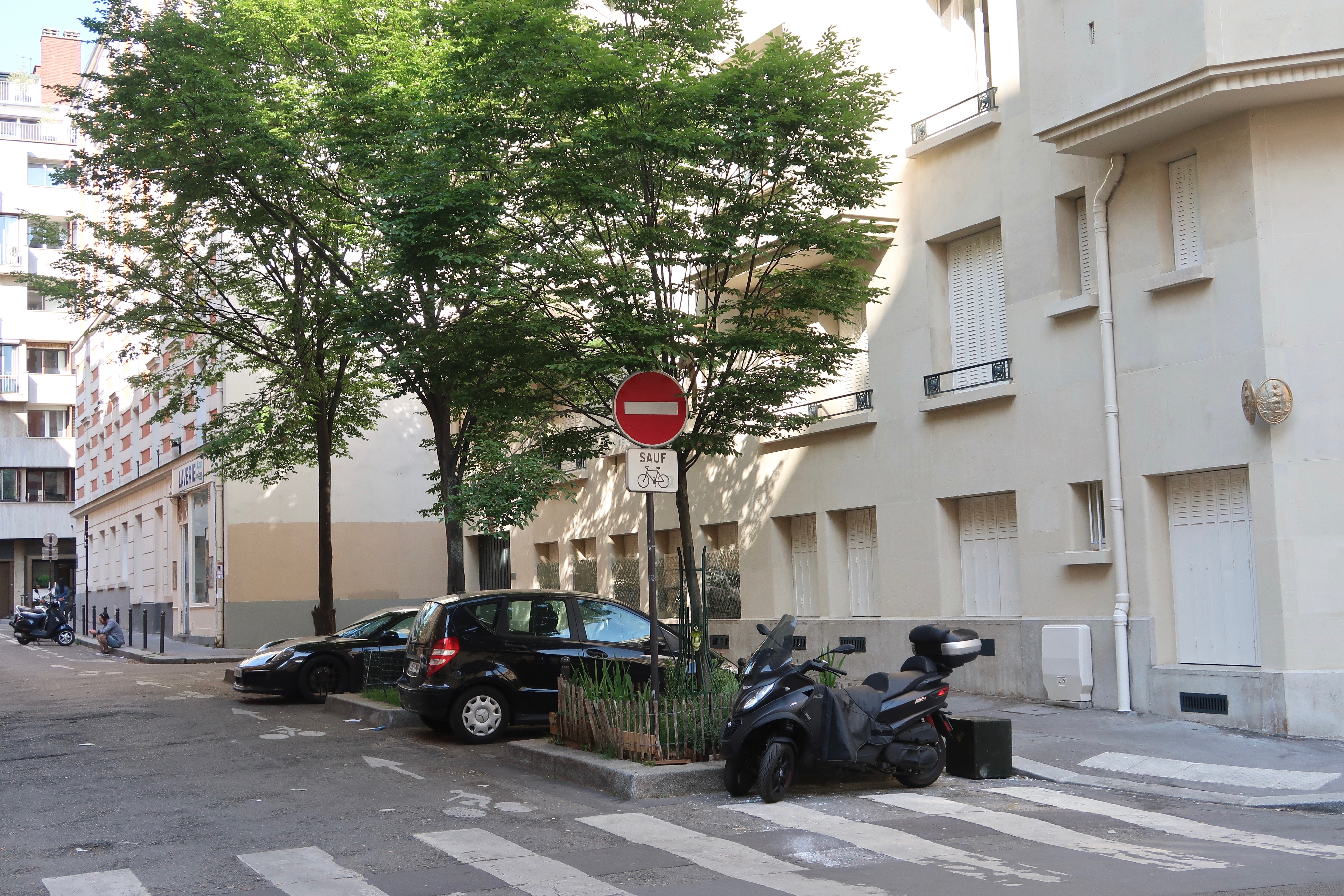
La rue Pétrarque.

La rue, située à l'origine sur l'ancienne commune de Passy, a, au XIXe siècle, une forme en « U », dont les deux jambages commencent et finissent rue des Moulins. Il ne reste de la forme originelle de cette rue que la moitié, le jambage nord, le jambage sud ayant de fait disparu en 1933 lors du percement de l'avenue Paul-Doumer. Cette destruction emporte avec elle l’hôtel particulier de la cantatrice Marie Delna, qui y était morte en 1932.
Alors dénommée « rue des Réservoirs », elle est classée dans la voirie parisienne en vertu du décret du 23 mai 1863 et prend sa dénomination actuelle par un décret du 24 août 1864.
La femme de lettres Annie de Pène a vécu au no 15.
Le 28 septembre 1943, vers 8 h 30, une équipe des FTP-MOI (Marcel Rayman, Leo Kneler, Spartaco Fontano et Celestino Alfonso) y exécute l'officier SS Julius Ritter,,. Ce dernier logeait au 18 rue Pétrarque, dans un bureau d'achat qui était en réalité un service de l'Abwehr. L'espion Rudy de Mérode y avait travaillé.

## Sources
- Jacques Hillairet, Dictionnaire historique des rues de Paris, t. 2, Éditions de Minuit, 1985, 1583 p. (ISBN 2-7073-1054-9), p. 265.